# Macrocheilus tripustulatus
Macrocheilus tripustulatus – gatunek chrząszcza z rodziny biegaczowatych, podrodziny Anthiinae i plemienia Helluonini.

## Taksonomia
Gatunek opisany został w 1825 roku przez Pierre’a François Marie Auguste’a Dejeana. Holotypem jest samica.

## Opis
Biegaczowaty ten osiąga od 12 do 12,5 mm długości i od 4 do 4,3 mm szerokości ciała. Labrum silnie wypukłe w części przedniej, o szczecinkach na krawędzi wierzchołkowej. Bródka nieregularnie, gęsto oszczeciniona, o ząbku krótszym od płatków i gęsto oszczecinionym w podstawowej połowie. Głaszczki smukłe, o czwartych członach nie rozszerzonych, gęsto oszczecinionych, zaokrąglonych i ściętych na wierzchołku. Języczek silnie rozszerzony, głęboko wklęśnięty po bokach, o wierzchołku zokrąglonym. Na pokrywach dwie pary plamek, z których przednie zaokrąglone, pokrywające międzyrzędy od 3 do 7, a tylne prawie kanciaste, pokrywające międzyrzędy od 1 do 5, położone w pobliżu wewnętrznych kątów wierzchołkowych. Wierzchołek pokryw zaokrąglenie ścięty. Gatunek ten od podobnego Macrocheilum parvimaculatus różni się bardziej wypukłym labrum i smuklejszymi czwartymi członami głaszczków.

## Występowanie
Gatunek ten występuje na indonezyjskiej Jawie oraz w Birmie.